# HTC Desire
HTC Desire är en mobiltelefon från HTC som använder sig av Android 2.1, men har numera en uppdatering tillgänglig till 2.2 (Froyo) och ytterligare en uppdatering via HTC:s hemsida till 2.3.3 (Gingerbread).
Hårdvaran och skalet baserades på Googles Nexus One, eftersom HTC även tillverkade den. Större delar av mjukvaran är tagen ifrån HTC Legend. Recensioner tyder på att det var just den kombinationen som gjorde att HTC Desire blev en succé[källa behövs] eftersom HTC-sense gränssnittet tagits ifrån HTC Legend upplevdes det som mjukare än standardgränssnittet i Android 2.1 på Nexus One.  
Telefonen har en touchscreen (pekskärm), tillsammans med fyra funktionsknappar under skärmen och en optisk knapp. Den har även ljudknapp på sidan och avstängningsknapp upptill. HTC Desire hade förut en 3,7-tums AMOLED-skärm men har numera en 3,7 tums S-LCD skärm och Qualcomms Snapdragon-processor. Telefonen har HTC Sense och HTC:s egenutvecklade Friendstream för att förenkla användande av exempelvis Twitter och Facebook. Taltiden är upp till 6,5 timmar och standby-tiden är upp till 360 timmar enligt HTC.

Ljudformaten som stödjs är AAC, AAC+, eAAC+, AMR-NB, AMR-WB, QCP, MP3, WMA, OGG, WAV, MIDI och M4A. Videoformaten som stödjs är WMV, ASF, MP4, 3GP, 3G2, M4V och AVI.